# Yu Myung-hwan
Dans ce nom coréen, le nom de famille, Yu, précède le nom personnel.
Yu Myung-hwan, né le 8 avril 1946, est un homme politique sud-coréen qui est ministre des Affaires étrangères de la Corée du Sud du 29 février 2008 au 4 septembre 2010.